# Timor-tenger
A Timor-tenger (indonéz nyelven Laut Timor, portugálul Mar Timor) a Csendes-óceán egyik peremtengere. Északon Timor, keleten az Arafura-tenger, délen Ausztrália, nyugaton pedig az Indiai-óceán határolja. Területe 610 000 km², legnagyobb mélysége 3300 méter.

## Országok
Három ország fekszik a Timor-tenger partján.
- Ausztrália
- Kelet-Timor
- Indonézia (Nyugat-Timor)

## Források

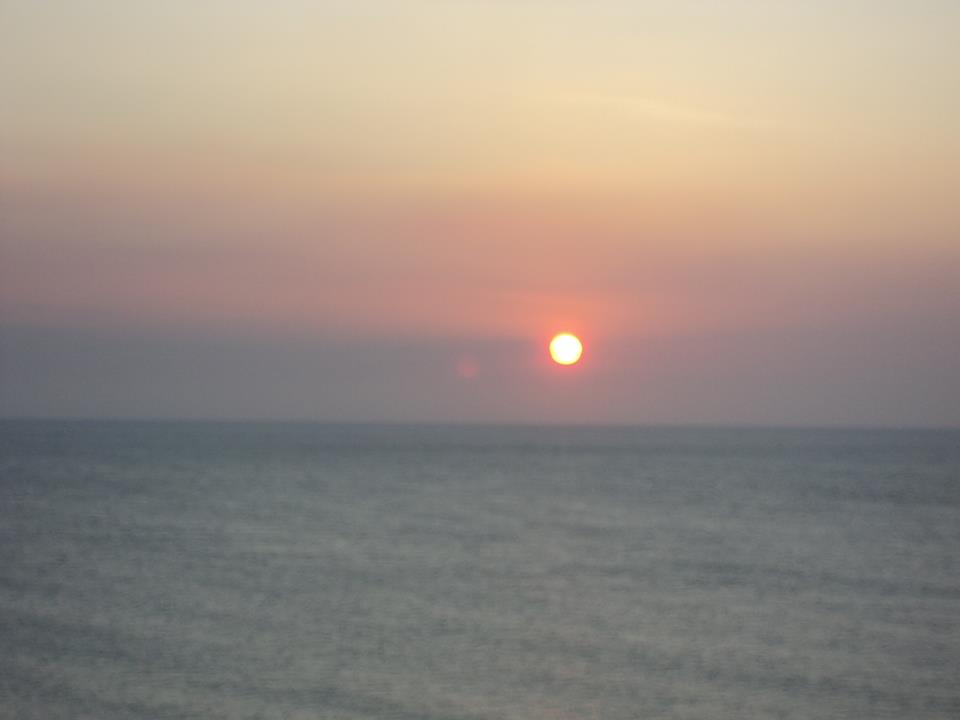
A Timor-tenger a kelet-timori Vessorunál